# Suzanne Grey
Suzanne Grey (Neuilly-sur-Seine, 28 de junio de 1917-París, 13 de diciembre de 2005) fue una actriz teatral y cinematográfica francesa.

## Biografía
Su nombre de nacimiento era Suzanne Madeleine Bara, y nació en Neuilly-sur-Seine, Francia. Sus padres eran la actriz Denise Grey y Henri Bara, muerto cuando ella tenía dos años de edad, a causa de un accidente. 
Suzanne Grey falleció en París, Francia, en 2005. Fue enterrada junto a su madre en el Cementerio de Arradon, Francia.

## Filmografía
- 1947 : L'Éventail, de Emil-Edwin Reinert
- 1948 : Jo la Romance, de Gilles Grangier
- 1948 : Les Orphelins de Saint-Vaast, de Jean Gourguet
- 1950 : Zone frontière, de Jean Gourguet
- 1950 : Ma pomme, de Marc-Gilbert Sauvajon
- 1951 : Casque d'or, de Jacques Becker
- 1951 : Tapage nocturne, de Marc-Gilbert Sauvajon
- 1952 : La Tournée des grands ducs, de André Pellenc
- 1953 : Maternité clandestine, de Jean Gourguet
- 1953 : Raspoutine, de Georges Combret
- 1953 : Les Révoltés de Lomanach, de Richard Pottier
- 1954 : La Cage aux souris, de Jean Gourguet
- 1954 : Madame du Barry, de Christian-Jaque
- 1954 : Poisson d'avril, de Gilles Grangier
- 1955 : Les carottes sont cuites, de Robert Vernay
- 1955 : Ces sacrées vacances, de Robert Vernay
- 1955 : Sophie et le Crime, de Pierre Gaspard-Huit
- 1956 : Les Lumières du soir, de Robert Vernay
- 1957 : C'est la faute d'Adam, de Jacqueline Audry
- 1957 : En cas de malheur, de Claude Autant-Lara
- 1957 : Fumée blonde, de Robert Vernay
- 1961 : La Traversée de la Loire, de Jean Gourguet
- 1969 : Au théâtre ce soir : Les Enfants d'Édouard, de Marc-Gilbert Sauvajon a partir de Frederic Jackson y Roland Bottomley, escenografía de Jean-Paul Cisife, dirección de Pierre Sabbagh, Théâtre Marigny
- 1975 : On a retrouvé la septième compagnie, de Robert Lamoureux
- 1982 : N'oublie pas ton père au vestiaire, de Richard Balducci
- 1981 : La Double Vie de Théophraste Longuet, de Yannick Andreï
- 1998 : Chômeurs mais on se soigne, de Laurent Thomas

## Teatro
- 1947 : Un homme comme les autres, de Armand Salacrou, escenografía de Jean Wall, Théâtre Saint-Georges
- 1951 : Tapage nocturne, de Marc-Gilbert Sauvajon, escenografía de Jean Wall, Théâtre Édouard VII
- 1952 : Le Médecin malgré elle, de Marie-Louise Villiers, escenografía de Robert Murzeau, Théâtre des Célestins
- 1952 : Enfant du miracle, de Paul Gavault y Robert Charvay, escenografía de René Rocher, Théâtre de l'Apollo
- 1955 : Nekrassov, de Jean-Paul Sartre, escenografía de Jean Meyer, Théâtre Antoine
- 1956 : L'Ombre, de Julien Green, escenografía de Jean Meyer, Théâtre Antoine
- 1958 : L'Invitation au château, de Jean Anouilh, escenografía de André Barsacq, Théâtre des Célestins
- 1958 : Pacifico, opereta de Paul Nivoix, escenografía de Max Revol, Teatro de la Porte Saint-Martin
- 1959 : Blaise, de Claude Magnier, escenografía de Jacques Mauclair, Théâtre des Nouveautés
- 1962 : L'Invitation au château, de Jean Anouilh, escenografía de André Barsacq, Théâtre des Célestins
- 1962 : Bon Week-End Mr. Bennett, de Arthur Watkyn, escenografía de Michel Vitold, Théâtre de la Gaîté-Montparnasse
- 1970 : Les Enfants d'Édouard, de Marc-Gilbert Sauvajon, escenografía de Jean-Paul Cisife, Théâtre des Bouffes-Parisiens
- 1974 : Pauvre France, de Sam Bobrick y Ron Clark, escenografía de Michel Roux, Théâtre des Nouveautés
- 1974 : Le Mari, la Femme et la Mort, de André Roussin, escenografía del autor, Giras Herbert-Karsenty
- 1996 : Cinéma parlant, de Julien Vartet, escenografía de Daniel Colas, Théâtre des Mathurins